# Sophie Coxová
Sophie Cox, (* 23. prosince 1981 Manchester, Spojené království) je reprezentantka Spojeného království v judu.

## Sportovní kariéra
Vyrůstala v Rochdele. Judo zkusila poprvé v 6 letech a až do svých 15 let se věnovala několika sportům. Hrála s chlapci třináctkové ragby a judu se věnovala v klubu Bacup pod vedením Briana Moora.
V roce 2002 vyplnila prázdné místo v britské reprezentaci v lehké váze. V roce 2003 si před mistrovství světa vykloubila loket a účast na olympijských hrách Athénách tak musela vybojovat na body. Poprala se s tím velmi dobře a v roce 2004 startovala v Athénách jako jedna z kandidátek na medaili. Ve čtvrtfinále narazila na favorizovanou Severokorejku Kje Sun-hui a spadla do oprav, ze kterých do bojů o medaile nepostoupila.
Koncem roku 2005 se rozhodla přerušit sportovní kariéru, kvůli ztrátě motivace. Hlavním důvodem však byl bankrot sportovního centra v Bishamu, kde se vrcholově připravovala. Odjela do Thajska a na pět let se stala učitelkou anglického jazyka.
V roce 2010 oznámila návrat. Hlavním důvodem byly pro ni domácí olympijské hry v Londýně v roce 2012. Nominaci si zajistila na britském mistrovství, ale na olympijském turnaji jí čáru přes rozpočet udělalo opět severokorejské judo ten rok zastoupené An Kum-e.

## Výsledky
| Turnaj             | 1997       | 1998       | 1999       | 2000       | 2001       | 2002       | 2003       | 2004       | 2005       | 2006 | 2007 | 2008 | 2009           | 2010           | 2011           | 2012           |
| Turnaj             | 16         | 17         | 18         | 19         | 20         | 21         | 22         | 23         | 24         | 25   | 26   | 27   | 28             | 29             | 30             | 31             |
| Turnaj             | lehká váha | lehká váha | lehká váha | lehká váha | lehká váha | lehká váha | lehká váha | lehká váha | lehká váha |      |      |      | pololehká váha | pololehká váha | pololehká váha | pololehká váha |
| ------------------ | ---------- | ---------- | ---------- | ---------- | ---------- | ---------- | ---------- | ---------- | ---------- | ---- | ---- | ---- | -------------- | -------------- | -------------- | -------------- |
| Olympijské hry     |            |            |            | —          |            |            |            | úč.        |            |      |      | —    |                |                |                | úč.            |
| Mistrovství světa  | —          |            | —          |            | —          |            | —          |            | úč.        |      | —    |      | —              | úč.            | úč.            |                |
| Mistrovství Evropy | —          | —          | —          | —          | —          | 7.         | 3.         | 2.         | 2.         | —    | —    | —    | —              | —              | 3.             | úč.            |
| MS juniorů         |            | —          |            | 5.         |            |            |            |            |            |      |      |      |                |                |                |                |
| ME juniorů         | úč.        | —          | úč.        | 3.         |            |            |            |            |            |      |      |      |                |                |                |                |